# Helena Blach Lavrsen
Helena Blach Lavrsen (Frederiksberg, 7 de junio de 1963) es una deportista danesa que compitió en curling.
Participó en los Juegos Olímpicos de Nagano 1998, obteniendo una medalla de plata en la prueba femenina.
Ganó cuatro medallas en el Campeonato Mundial de Curling entre los años 1982 y 1998, y cuatro medallas en el Campeonato Europeo de Curling entre los años 1981 y 1998.

## Palmarés internacional
| Juegos Olímpicos   | Juegos Olímpicos    | Juegos Olímpicos  | Juegos Olímpicos |
| Año                | Lugar               | Medalla           | Prueba           |
| ------------------ | ------------------- | ----------------- | ---------------- |
| 1998               | Nagano (Japón)      | Medalla de plata  | Equipo           |
| Campeonato Mundial |                     |                   |                  |
| Año                | Lugar               | Medalla           | Prueba           |
| 1982               | Ginebra (Suiza)     | Medalla de oro    | Equipo           |
| 1990               | Västerås (Suiza)    | Medalla de bronce | Equipo           |
| 1997               | Berna (Suiza)       | Medalla de bronce | Equipo           |
| 1998               | Kamloops (Canadá)   | Medalla de plata  | Equipo           |
| Campeonato Europeo |                     |                   |                  |
| Año                | Lugar               | Medalla           | Prueba           |
| 1981               | Grindelwald (Suiza) | Medalla de bronce | Equipo           |
| 1994               | Sundsvall (Suecia)  | Medalla de oro    | Equipo           |
| 1997               | Füssen (Alemania)   | Medalla de plata  | Equipo           |
| 1998               | Flims (Suiza)       | Medalla de bronce | Equipo           |